# Technip (bis 2017)
Technip S.A. war ein börsennotiertes französisches Anlagenbau-Unternehmen mit Firmensitz in Paris. Gegründet wurde die Firma 1958 in Paris.
Technip arbeitete vor allem für die Erdöl- und Erdgaswirtschaft. Im Jahr 2017 fusionierte Technip mit FMC Technologies und ging somit in der TechnipFMC auf.

## Historischer Hintergrund
Aus der Ende der 1958 Jahre durch das staatliche Institut Français du Pétrole gegründeten französischen Firma entwickelte sich eine internationale  Anlagenbaufirma, die für Erdgas- und Erdölanlagen sowohl im Bereich Gewinnung, Transport wie auch Verarbeitung zu den größten Anbietern weltweit gehört. Nachfolgend die wichtigsten Fakten zur Entwicklung:
- 1960er Jahre: Durchführung der ersten Projekte außerhalb von Frankreich in Afrika, Amerika und Asien und zwar unter anderem in Rio de Janeiro, Brasilien, Aberdeen, Schottland und Houston, USA.
- 1970er Jahre: Entwicklung zu einer internationalen Firma im Bereich von Anlagen für die Erdgas- und Erdölindustrie. Gründung einer Niederlassung in Italien. Bau der ersten Unterwasser-Pipelines für Erdgas und Erdöl.
- 1980er Jahre: Gründung weiterer Niederlassungen im Ausland und zwar in Kuala Lumpur, Malaysia und Abu Dhabi. Errichtung von Fertigungsstätten für Anlagekomponenten in Brasilien und Newcastle, England.
- 1990er Jahre: Umwandlung der Firma in eine Aktiengesellschaft und Börsengang. Übernahme der Firmen Speichim, Krebs und KTI in Nordamerika, Stena Offshore in Norwegen, Mannesmann Anlagenbau in Deutschland und Gründung einer Niederlassung in Australien.
- Ab 2000: Übernahme der Deep-Water Division von Aker Maritime

2014 wurde ein Umsatz von über 10 Mrd. € erwirtschaftet, davon zu 46 % im Geschäftsbereich „Subsea“ (Pipelinebau) und zu 54 % im Bereich „Onshore/Offshore“ (Petrochemische Anlagen).

## Technip in Deutschland
Die deutsche Niederlassung von Technip befand sich in Düsseldorf, wo – wenige Meter vom bisherigen Unternehmenssitz entfernt sowie in der Nähe des Flughafens Düsseldorf – ein neues Gebäude für die Hauptverwaltung im Stadtteil Rath errichtet und 2016 bezogen wurde. Dort waren etwa 300 Mitarbeiter angestellt. Die Niederlassung entstand 1999 aus der Mannesmann-Anlagenbau AG, der Tochterfirma für Energie- und Umwelttechnik des inzwischen aufgelösten Mannesmann-Konzerns.
Hier wurde unter anderem der Bau von Onshore-Pipeline-Systemen, Untergrund-Gasspeichern und Kalzinierungsanlagen geplant und weltweit errichtet. Dabei ging es vor allem darum, einem Kunden, meist einem Unternehmen aus der Chemie- oder Erdölindustrie, eine schlüsselfertige Anlage aufzustellen. Technip führt die Konstruktion, den Einkauf, die Überwachung des Baus und die Inbetriebnahme einer Anlage aus. Der eigentliche Bau der Apparate (z. B. das Verschweißen eines Kessels) wurde von anderen, darauf spezialisierten Firmen nach den Vorgaben von Technip ausgeführt.
Nach dem Zusammenschluss der französischen Technip mit der amerikanischen FMC Technologies Anfang 2017 zur „TechnipFMC“ trennte sich die neue Muttergesellschaft kurzfristig von ihrer deutschen Tochterfirma in Düsseldorf. Diese arbeitete als General Contractor  unter „MMEC Mannesmann GmbH“ als eigenständige Firma im neuen Gebäude von 2016 mit unverändertem Leistungsspektrum bis zur Einstellung des Geschäftsbetriebes und Beantragung der Eröffnung eines Insolvenzverfahrens im Oktober 2020.
Kunden von Technip in Deutschland
Kunden waren unter anderem
- die Rheinland Raffinerie (Shell)[7]
- und die BASF in Ludwigshafen am Rhein.[10]